# Надін (Нью-Мексико)
Надін (англ. Nadine) — переписна місцевість (CDP) в США, в окрузі Леа штату Нью-Мексико. Населення — 477 осіб (2020).

## Географія
Надін розташований за координатами 32°37′18″ пн. ш. 103°6′43″ зх. д. / 32.62167° пн. ш. 103.11194° зх. д. (32.621750, -103.112043).  За даними Бюро перепису населення США в 2010 році переписна місцевість мала площу 30,57 км², з яких 30,56 км² — суходіл та 0,01 км² — водойми.

## Демографія
Згідно з переписом 2010 року, у переписній місцевості мешкало 376 осіб у 145 домогосподарствах у складі 99 родин. Густота населення становила 12 особи/км².  Було 163 помешкання (5/км²).
Расовий склад населення:
| - 78,2 % — білих - 4,3 % — корінних американців - 0,8 % — чорних або афроамериканців - 13,0 % — осіб інших рас |

До двох чи більше рас належало 3,7 %. Частка іспаномовних становила 37,8 % від усіх жителів.
За віковим діапазоном населення розподілялося таким чином: 24,2 % — особи молодші 18 років, 65,2 % — особи у віці 18—64 років, 10,6 % — особи у віці 65 років та старші. Медіана віку мешканця становила 41,1 року. На 100 осіб жіночої статі у переписній місцевості припадало 119,9 чоловіків;  на 100 жінок у віці від 18 років та старших — 120,9 чоловіків також старших 18 років.
Середній дохід на одне домашнє господарство  становив 75 938 доларів США (медіана — 86 250), а середній дохід на одну сім'ю — 78 974 долари (медіана — 79 545). За межею бідності перебувало 5,2 % осіб, у тому числі 0,0 % дітей у віці до 18 років та 45,5 % осіб у віці 65 років та старших.
Цивільне працевлаштоване населення становило 155 осіб. Основні галузі зайнятості: сільське господарство, лісництво, риболовля — 24,5 %, освіта, охорона здоров'я та соціальна допомога — 14,8 %, оптова торгівля — 12,9 %, виробництво — 12,3 %.